# Acanthocreagris balcanica
Acanthocreagris balcanica är en spindeldjursart som först beskrevs av Hadzi 1939.  Acanthocreagris balcanica ingår i släktet Acanthocreagris och familjen helplåtklokrypare. Inga underarter finns listade i Catalogue of Life.